# Trisepalum longipetiolatum
Trisepalum longipetiolatum är en tvåhjärtbladig växtart som beskrevs av Brian Laurence Burtt. Trisepalum longipetiolatum ingår i släktet Trisepalum och familjen Gesneriaceae. Inga underarter finns listade i Catalogue of Life.